# Los Serranos
Los Serranos Spanyolországban, Valencia Valencia tartományában található comarca. Los Serranos Alto Palancia, Camp de Túria, Hoya de Buñol és Requena-Utiel comarcákkal határos. Lakosainak száma 17 453 fő (2024).

## Önkormányzatai
- Alcublas
- Alpuente
- Andilla
- Aras de los Olmos
- Benagéber
- Bugarra
- Calles
- Domeño
- Higueruelas
- La Yesa
- Losa del Obispo
- Pedralba
- Sot de Chera
- Titaguas
- Tuéjar
- Villar del Arzobispo
- Chelva
- Gestalgar
- Chulilla